# محمد السالم (كرة يد)
محمد السالم مواليد 3 أبريل 1986، هو لاعب كرة يد سعودي يلعب كحارس مرمى. مثل نادي الخليج (السعودية) ومنتخب السعودية لكرة اليد.

## سجل المنافسة
شارك في البطولات التالية:
- بطولة العالم لكرة اليد للرجال 2015
- بطولة العالم لكرة اليد للرجال 2017